# كليمنت نويل
كليمنت نويل (بالفرنسية: Clément Noël)‏ هو متزحلق جبال الألب فرنسي، ولد في 3 مايو 1997 في ريميرمون في فرنسا.

## وصلات خارجية
- كليمنت نويل على موقع الاتحاد الدولي للتزلج (التزلج على المنحدرات الثلجية) (الإنجليزية)
- كليمنت نويل على موقع اللجنة الأولمبية الدولية (الإنجليزية)
- كليمنت نويل على موقع أوليمبيديا (الإنجليزية)
- كليمنت نويل على موقع اللجنة الأولمبية الفرنسية (مؤرشف) (الفرنسية)